# 퓨리 (프로게이머)
퓨리(본명: 이진용, 1995년 11월 11일 ~ )는 대한민국의 전직 리그 오브 레전드 프로게이머이다. 프로게임단 지도자로도 활동했다. 선수 시절 아이디는 Fury이며 포지션은 AD 캐리였다. 현재 중국 LPL의 쑤닝의 코치를 맡고 있다.

## 선수 시절
2013년 10월 9일, 프라임 옵티머스에 입단하면서 프로 커리어를 시작했다.
2015시즌을 앞두고 삼성 갤럭시에 입단했다. 스프링 시즌에서는 팀원들의 부진과 함께 부진하였다. 서머 시즌에서는 팀의 에이스로 활동했다.
2016시즌을 앞두고 롱주 게이밍에 입단했다. 스프링 1라운드에서는 출전을 기록하지 않았다. 2라운드에서는 캡틴잭과 주전 경쟁을 하였다. 서머 시즌에서는 부진한 모습을 보여주었다.
2017시즌을 앞두고 썬더 베어 게이밍에 입단했다. 스프링 시즌 팀의 주전으로 활동하면서 팀의 LSPL 우승과 LPL 승격에 공헌했다. 서머 시즌에서도 좋은 모습을 보여주었다.
2019시즌을 앞두고 APK 프린스에 입단했다. 스프링 시즌 팀의 주전으로 활동하면서 압도적인 모습을 보여주었다. 팀은 챌린저스 포스트시즌 진출에 성공했지만 LCK 승격에 실패했다. 2019년 4월, 팀에서 퇴단했다.

## 지도자 생활
2020시즌을 앞두고 쑤닝의 코치로 부임했다. 2020시즌 팀의 리그 오브 레전드 월드 챔피언십 준우승에 기여했다.

## 소속팀

### 선수
| # | 팀명             | 소속 기간             | 소속 리그 | 비고 |
| - | ---------------- | --------------------- | --------- | ---- |
| 1 | 프라임 옵티머스  | 2013.10.09~2014       | LCK       |      |
| 2 | 삼성 갤럭시      | 2014.11.28~2015.12.01 | LCK       |      |
| 3 | 롱주 게이밍      | 2015.12.31~2016.12.01 | LCK       |      |
| 4 | 썬더 베어 게이밍 | 2016.12.16~2018.11.20 | LSPL LPL  |      |
| 5 | APK 프린스       | 2018.12.07~2019.04.20 | CK        |      |

### 지도자
| # | 팀명 | 직책 | 소속 기간   | 소속 리그 | 비고 |
| - | ---- | ---- | ----------- | --------- | ---- |
| 1 | 쑤닝 | 코치 | 2019.12.17~ | LPL       |      |

## 수상 내역

### 선수
- 리그 오브 레전드 세컨더리 프로리그 스프링 2017 우승

### 지도자
- 리그 오브 레전드 월드 챔피언십 2020 준우승